# Nordmaling (commune)
La commune de Nordmaling est une commune suédoise du comté de Västerbotten. 7 511 personnes y vivent. Son chef-lieu se situe à Nordmaling.

## Localités principales
- Lögdeå
- Nordmaling
- Rundvik
- Olofsfors